# بعثة جبل كارستينز

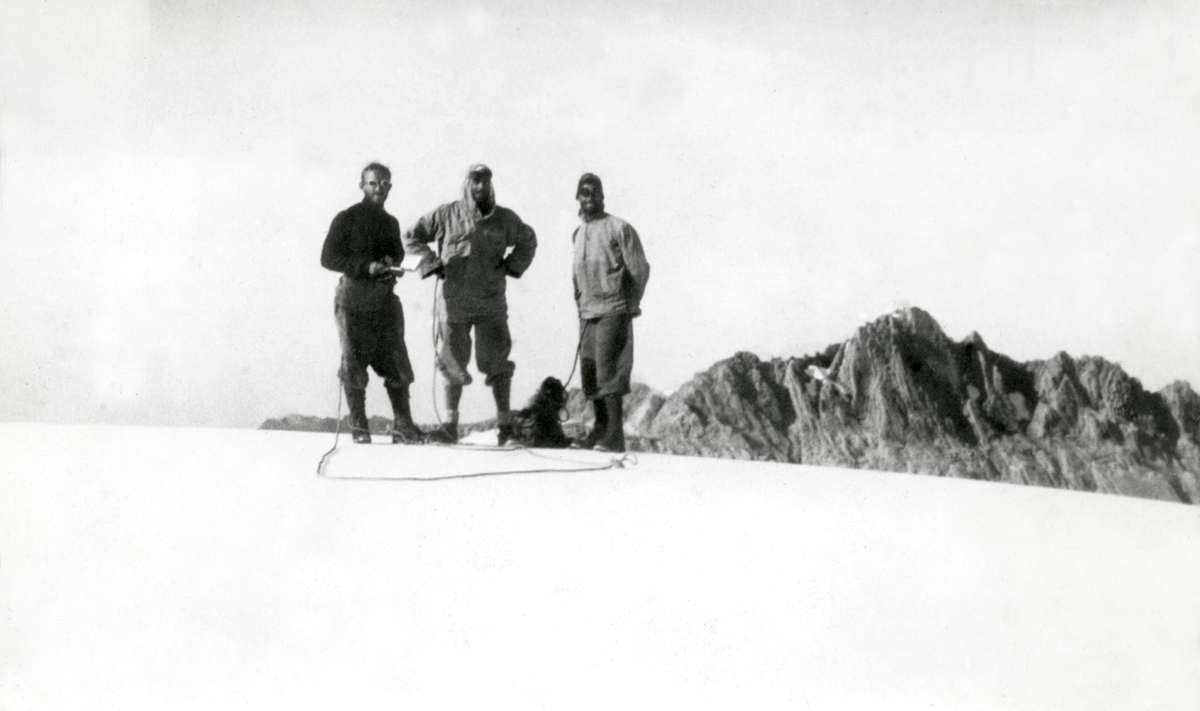

نطلقت بعثة جبل كارستينز في عام 1936 وقام بها أنطون كوليجينز وجان جاك دوزي وفريتس ويزيل. وقد غادروا في 29 أكتوبر 1936 من أيكاقالب:Dn، المدينة التي تقع على الساحل الجنوبي من غينيا الجديدة الهولندية وعادوا في 24 ديسمبر. تحقق للبعثة هدفها بتسلق أعلى قمة لجبل كارستينزجيبرجت والتي كانت في هذا الوقت قمة نجا بولو المكسوة بالثلوج (التي كان ارتفاعها يبلغ حوالي 4900 متر آنذاك). ومنذ عام 1936، أدى الذوبان الجليدي الهائل لقمة هرم كارستينز المستدقة الصخرية(أكا بونتشاك جايا) (4.882 متر)، والتي لم تتمكن البعثة من تسلقها، لتصبح القمة الأعلى.
كان دوزي هو الأخصائي الجيولوجي للبعثة، واكتشف جبال أور: أكبر مستودع ذهب في العالم. وبسبب طبيعة المنطقة القاسية، مرت سنوات عديدة قبل بدء عمليات التنقيب عن الذهب.

## وصلات خارجية
- Beeldverslag Carstensz-expeditie 1936